# Перелік ударів по житловій забудові під час російського вторгнення (березень 2022)
Удари по житловій забудові України під час російсько-української війни — воєнний злочин, скоєний російськими військовими під час повномасштабного військового вторгнення в Україну.
У переліку подано інформацію про удари по житловій та громадській забудові яка була опублікована у відкритих джерелах. Подано інформацію про атаки протягом березня 2022 року.

## Загальна інформація
Згідно моніторингової місії ООН з прав людини в Україні відомо про 4 312 загиблих цивільних українців протягом березня 2022 року.

### Руйнування населених пунктів прилеглих до лінії зіткнення
У населених пунктах які знаходяться біля лінії бойового зіткнення, постійно відбуваються обстріли житлової та іншої цивільної забудови (у тому числі медичних установ, навчальних закладів, комерційної забудови). Впродовж березня 2022 року, обстріли відбувалися вздовж прикордонних громад Чернігівщини, Сумщини, та Харківщини, а також громад Запорізької, Дніпропетровської, Херсонської та Миколаївської областей із використанням ракет, безпілотників, мінометів, артилерії, реактивних систем залпового вогню, вогнем бронетехніки та стрілецької зброї.
Вздовж державного кордону:
- У Чернігівській області — Корюківська, Новгород-Сіверська, Семенівська, Сновська громади.
- У Сумській області — Білопільська, Великописарівська, Глухівська, Краснопільська, Миропільська, Новослобідська, Путивльська, Хотінська, Юнаківська громади.
- У Харківській області — Вільхуватська, Вовчанська, Дворічанська, Дергачівська, Золочівська, Липецька громади

Між тимчасово окупованою територією:
- У Харківській області — Борівська, Дворічанська, Ізюмська, Кіндрашівська, Куп'янська, Курилівська, Оскільська, Петропавлівська громади
- У Луганській області — Красноріченська, Лисичанська громади
- У Донецькій області — Званівська, Сіверська громади
- У Запорізькій області —
- У Херсонській області —
- У Миколаївській області —

## Перелік
Червоним кольором позначені атаки у яких відомо про загибель людей.

Будинок у Чернігові, у який 3 березня 2022 влучила бомба
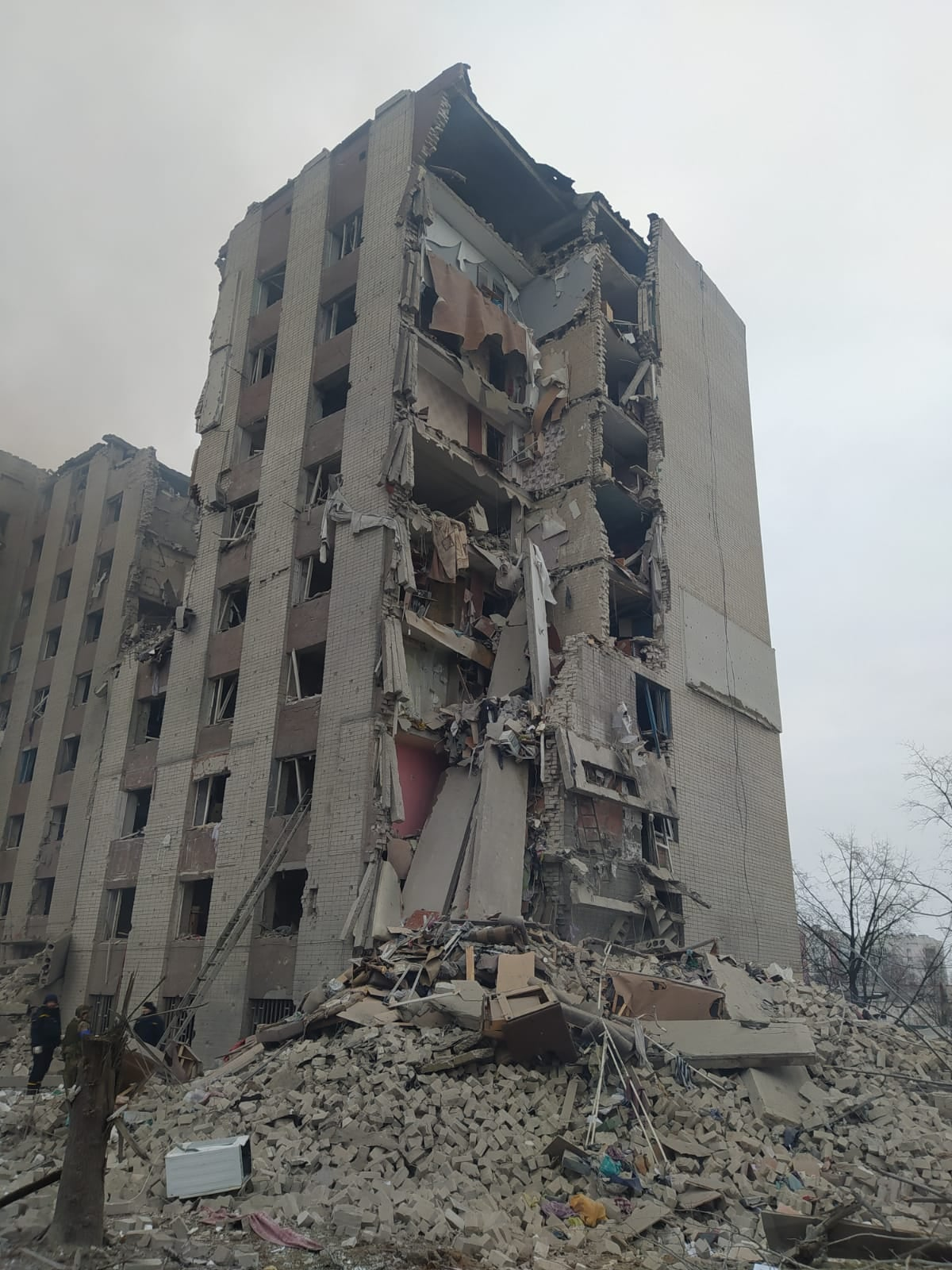
гуртожиток у Чернігові після авіаудару російськими військовими 13 березня 2022
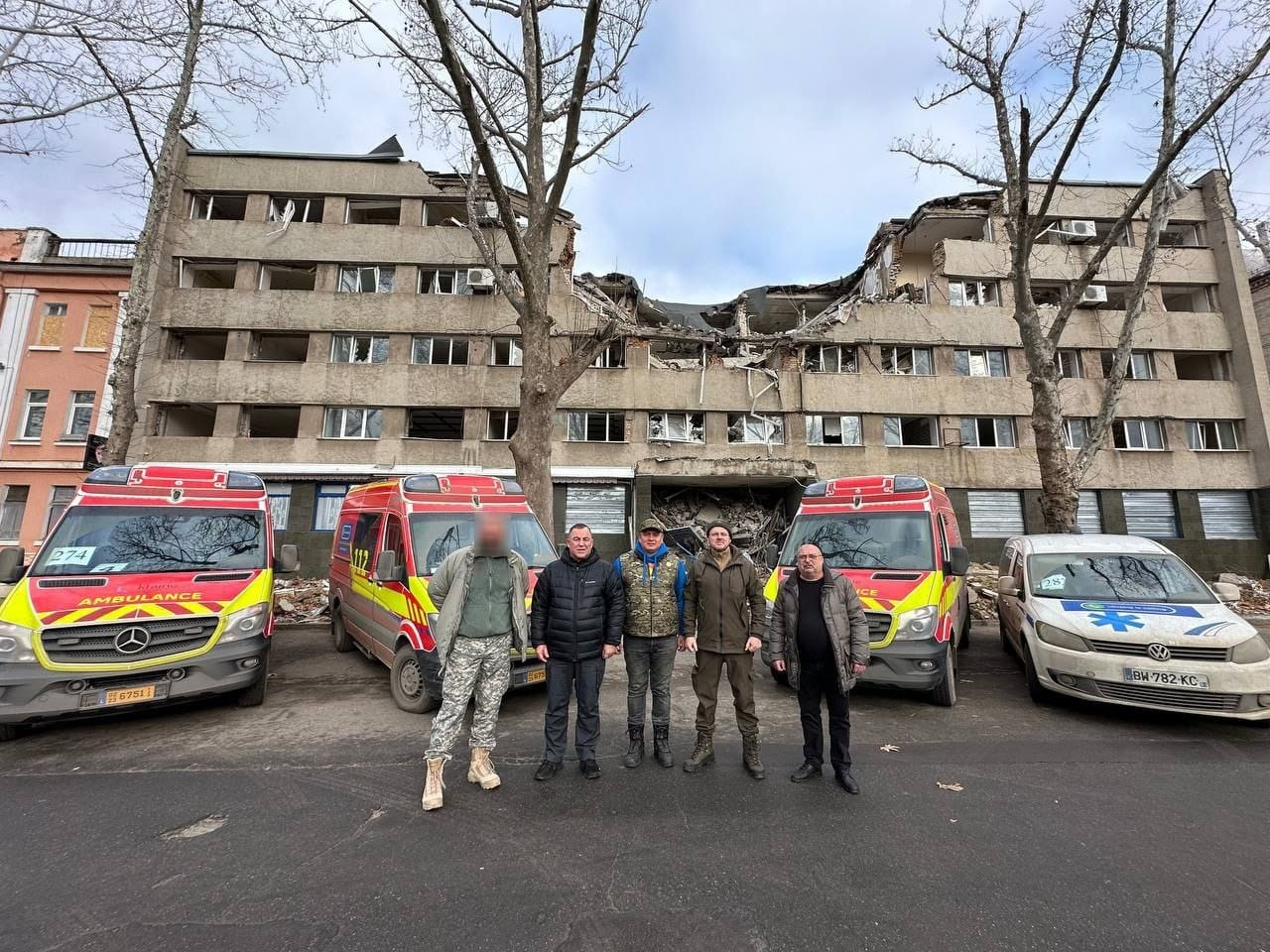
Готель «Інгул» у Миколаєві після бомбардування 21 березня 2022

| дата і місце | дата і місце                        | тип зброї         | подробиці атаки, жертви (загиблі/поранені)                                              | подробиці атаки, жертви (загиблі/поранені) |
| ------------ | ----------------------------------- | ----------------- | --------------------------------------------------------------------------------------- | ------------------------------------------ |
| 01/03        | Київська обл., Бородянка            | авіабомбовий удар | бомбардування житлових багатоповерхівок                                                 | 41+/?                                      |
| 01/03        | Харків                              | авіабомбовий удар | влучання авіабомб у п'ятиповерхівку на проспекті Новобаварському, 5                     | 8/6                                        |
| 01/03        | Донецька обл., Маріуполь            | артобстріл        | атаковані житлові будинки в центрі міста та Лівобережному районі та школа №16           | 1/3                                        |
| 01/03        | Житомир                             | ракетний удар     | атакований військовий інститут імені Сергія Корольова, житлові будинки                  | —                                          |
| 01/03        | Запорізька обл., Мелітополь         | ракетний удар     | удар по приватній житловій забудові, ракета не здетонувала                              | —                                          |
| 01/03        | Донецька обл., Маріуполь            | Точка-У           | завданий ракетний удар по житловому кварталу в центральній частині міста                | ?/21+                                      |
| 02/03        | Луганська обл., Попасна             | артобстріл        | відомо про обстріли житлової забудови міста                                             | 1/?                                        |
| 02/03        | Харків                              | авіаудар          | авіабомбовий та ракетний удар навчальних закладів та житлових кварталів міста           | 10/16                                      |
| 02/03        | Харків                              | ракетний удар     | удар ракети по будівля ХОДА та площі Свободи                                            | 24/2+                                      |
| 02/03        | Київ                                | авіаудар          | пошкоджено тепломережу, будівлю відділу поліції та торговельні заклади                  | 0/1                                        |
| 02/03        | Київська обл., Бородянка            | авіабомбовий удар | бомбардування житлових багатоповерхівок                                                 | —                                          |
| 02/03        | Київська обл., Ірпінь               | авіаудар          | удари по житловому будинку на Гостомельському шосе та ЖК «Ірпінські Липки»              | —                                          |
| 02/03        | Харків                              | ракетний удар     | влучання в Успенський собор, будівлі силових відомств та корпусів університету          | —                                          |
| 02/03        | Харків                              | артобстріл        | обстріляна будівля школи у мікрорайоні Салтівка                                         | —                                          |
| 02/03        | Донецька обл., Маріуполь            | артобстріл        | відомо про обстріл лівого берега та Кіровського житлового масиву                        | —                                          |
| 02/03        | Луганська обл., Сіверськодонецьк    | артобстріл        | обстрілом пошкоджено дах дитячого садочку та перебито тепломережу                       | —                                          |
| 03/03        | Чернігів                            | авіабомбовий удар | бомбардування житлових районів, двох шкіл та іншої цивільної забудови                   | 47/18                                      |
| 03/03        | Одеська обл., Біленьке              | обстріл           | атакована цивільна інфраструктура з кораблів чи авіації                                 | 1/1                                        |
| 03/03        | Харків                              | артобстріл        | обстріли багатоповерхових житлових будинків у мікрорайоні Північна Салтівка             | 3/?                                        |
| 03/03        | Харківська обл., Яковлівка          | авіабомбовий удар | зруйновані близько 30 приватних житлових будинків                                       | 3/7                                        |
| 03/03        | Запорізька обл., Василівка          | артобстріл        | атакована КНП «Василівська багатопрофільна лікарня інтенсивного лікування»              | 3/4                                        |
| 03/03        | Луганська обл., Попасна             | артобстріл        | уражено близько 40 приватних житлових будинків, 1 багатоповерховий будинок, школи       | 2/6                                        |
| 03/03        | Київська обл., Бородянка            | авіабомбовий удар | бомбардування житлових багатоповерхівок                                                 | —                                          |
| 03/03        | Київська обл., Чайки                | артобстріл        | атакований склад із монтажною піною                                                     | —                                          |
| 03/03        | Одеська обл., Затока                | авіабомбовий удар | внаслідок авіаудару пошкодження отримала будівля, зведена під готель                    | —                                          |
| 03/03        | Донецька обл., Маріуполь            | артобстріл        | атакована Обласна лікарня інтенсивного лікування, зруйновано відділення                 | —                                          |
| 03/03        | Луганська обл., Сіверськодонецьк    | артобстріл        | масований обстріл житлових приватних та багатоповерхових будинків                       | —                                          |
| 04/03        | Київська обл., Буча                 | розстріл          | російські військові розстріляли цивільного, коли займались мародерством                 | 1/0                                        |
| 04/03        | Київська обл., Мархалівка           | обстріл           | від обстрілу пошкоджено щонайменше вісім приватних будинків                             | 5/3                                        |
| 04/03        | Житомир                             | ракетний удар     | ракетний удар по середній школі №25                                                     | —                                          |
| 04/03        | Донецька обл., Мангуш               | обстріл           | постраждали вулиця Миру, Будинок культури, будівля податкової та Пантеон слави          | ?/2+                                       |
| 04/03        | Донецька обл., Покровськ            | обстріл           | удар по житловому кварталу та цивільній інфраструктурі                                  | —                                          |
| 04/03        | Луганська обл., Лисичанськ          | артобстріл        | пошкоджено багатоповерхівку в 3 мікрорайоні заводу ГТВ, лікарню                         | —                                          |
| 04/03        | Луганська обл., Попасна             | артобстріл        | зазнала обстрілу міська центральна лікарня                                              | —                                          |
| 04/03        | Луганська обл., Сіверськодонецьк    | артобстріл        | обстріляні житлові багатоповерхівки, магазини, центри дозвілля                          | —                                          |
| 05/03        | Київська обл., Ірпінь               | обстріл           | російські військові розстріляли автівку з цивільними на вулиці Університетській         | 4/0                                        |
| 05/03        | Луганська обл., Сіверськодонецьк    | артобстріл        | російська армія обстріляла житлові квартали по вул. Вілєсова                            | 2/12                                       |
| 05/03        | Київська обл., Біла Церква          | ракетний удар     | внаслідок удару пошкоджено близько 20 житлових будинків                                 | 0/2+                                       |
| 05/03        | Чернігів                            | авіабомбовий удар | руйнувань зазнали багатоквартирні будинки в мікрорайоні Масани, ресторан                | —                                          |
| 05/03        | Чернігів                            | артобстріл        | обстріл стадіону та приватних житлових секторів                                         | —                                          |
| 05/03        | Харків                              | авіаудар          | обстріляна будівля спорткомплексу ХНУ ім. Каразіна «Уніфехт»                            | —                                          |
| 05/03        | Луганська обл., Варварівка          | артобстріл        | пошкоджена житлова інфраструктура в районі вул. Трудової                                | —                                          |
| 05/03        | Луганська обл., Айдар               | обстріл           | росіяни відкрили вогонь по місцевим мешканцям під час проведення мітингу за Україну     | 0/3                                        |
| 05/03        | Луганська обл., Рубіжне             | артобстріл        | пошкоджено житлові будинки та інфраструктуру                                            | —                                          |
| 06/03        | Житомирська обл., Коростень         | ракетний удар     | під удар потрапив приватний сектор                                                      | 1/2                                        |
| 06/03        | Харків                              | артобстріл        | обстріл цивільної забудови, та черги до магазину                                        | 4/15                                       |
| 06/03        | Чернігів                            | артобстріл        | обстріл приватного будинку по вул. Десняка                                              | 3/0                                        |
| 06/03        | Луганська обл., Гірське             | —                 | внаслідок обстрілів житлової забудови загинув цивільний                                 | 1/0                                        |
| 06/03        | Луганська обл., Рубіжне             | артобстріл        | пошкоджено житлові будинки по вул. Слов’янська, Маяковського, Матросова                 | 2/4                                        |
| 06/03        | Чернігів                            | артобстріл        | атаковано школу №19, приватні та багатоквартирні житлові будинки, Казанську церкву      | 0/1                                        |
| 06/03        | Луганська обл., Комишуваха          | артобстріл        | артилерійський обстріл житлових будинків населеного пункту                              | —                                          |
| 06/03        | Луганська обл., Попасна             | артобстріл        | обстріл житлових кварталів міста російськими військами                                  | —                                          |
| 07/03        | Суми                                | авіабомбовий удар | влучання у житлові квартали в районі вул. Роменської                                    | 15+/?                                      |
| 07/03        | Сумська обл., Охтирка               | авіабомбовий удар | обстріл житлових кварталів                                                              | 1/14                                       |
| 07/03        | Сумська обл., Битиця                | авіабомбовий удар | авіабомбовий удар по території населеного пункту, знищено житлові будинки               | 1/0                                        |
| 07/03        | Харків                              | артобстріл        | обстріляна велика кількість житлових будинків, закладів освіти, адмінбудівель           | —                                          |
| 07/03        | Харківська обл., Дергачі            | артобстріл        | атакована житлова забудова та цивільна інфраструктура громади                           | 0/15                                       |
| 07/03        | Луганська обл., Кремінна            | артобстріл        | обстріл багатоквартирних житлових будинків                                              | —                                          |
| 07/03        | Луганська обл., Попасна             | артобстріл        | обстріл багатоквартирних житлових будинків, обласного психоневрологічного інтернату     | 0/1                                        |
| 07/03        | Луганська обл., Рубіжне             | артобстріл        | обстріл приватних та багатоквартирних житлових будинків                                 | 0/1                                        |
| 08/03        | Суми                                | авіабомбовий удар | влучання у житлові квартали                                                             | 22+/?                                      |
| 08/03        | Миколаївська обл.                   | обстріл           | росіяни розстріляли мікроавтобус із жінками-виховательками дитячого будинку             | 3/2                                        |
| 08/03        | Житомирська обл.                    | обстріл           | російські військові обстріляли автобус із біженцями                                     | —                                          |
| 08/03        | Житомир                             | авіабомбовий удар | атака на гуртожиток у Корбутівці і завод «Ізоват» з виготовлення утеплення будинків     | —                                          |
| 08/03        | Дніпропетровська обл., Григорівка   | ракетний удар     | ракета потрапила до стадіону школи, де ховалися біженці                                 | —                                          |
| 08/03        | Харківська обл., Ізюм               | артобстріл        | обстрілом було зруйновано Ізюмську центральну міську лікарню                            | —                                          |
| 09/03        | Донецька обл., Маріуполь            | авіабомбовий удар | авіаудар по лікарні в Маріуполі                                                         | 3/17                                       |
| 09/03        | Житомир                             | ракетний удар     | влучання у забудову приватного сектору                                                  | 0/2                                        |
| 09/03        | Сумська обл., Охтирка               | артобстріл        | відомо про обстріли житлових кварталів міста                                            | —                                          |
| 10/03        | Житомирська обл., Стара Котельня    | ракетний удар     | влучання у автомобільну дорогу                                                          | 5/6                                        |
| 10/03        | Житомирська обл., Коростень         | авіабомбовий удар | пошкоджено базу одного з операторів АЗС, приватний сектор                               | 1/6                                        |
| 10/03        | Донецька обл., Маріуполь            | авіаудар          | атаковані житлові будинки в районі проспекту Будівельників, 110                         | 1/0                                        |
| 10/03        | Луганська обл., Рубіжне             | артобстріл        | влучання у будинок культури                                                             | 1/2                                        |
| 10/03        | Луганська обл., Сіверськодонецьк    | артобстріл        | пошкоджено газогін, житлові будинки                                                     | 1/2                                        |
| 10/03        | Житомир                             | авіаудар          | пошкоджено більше 10 житлових будинків, міська ТЕС, будівля міської лікарні             | —                                          |
| 10/03        | Сумська обл., Білопілля             | авіаудар          | внаслідок авіаудару пошкоджено телевізійну башту                                        | —                                          |
| 10/03        | Сумська обл., Битиця                | авіабомбовий удар | авіабомбовий удар по території населеного пункту                                        | —                                          |
| 10/03        | Сумська обл., Солдатське            | авіабомбовий удар | удар по території населеного пункту                                                     | —                                          |
| 10/03        | Миколаїв                            | артобстріл        | удари по околицях міста, снаряди прилетіли в житлові будинки                            | —                                          |
| 10/03        | Харків                              | РСЗВ              | обстріл центру міста, під удар артилерії також потрапив ТЦ «Нікольський»                | —                                          |
| 10/03        | Луганська обл., Лисичанськ          | артобстріл        | пошкоджено два житлових будинки                                                         | —                                          |
| 10/03        | Луганська обл., Попасна             | артобстріл        | влучання у міську лікарню                                                               | —                                          |
| 10/03        | Донецька обл., Дружківка            | артобстріл        | обстріл із важкої артилерії, руйнування приватних житлових будівель                     | —                                          |
| 11/03        | Дніпро                              | ракетний удар     | промислова та цивільна інфраструктура                                                   | 1/1                                        |
| 11/03        | Луганська обл., Кремінна            | танковий обстріл  | обстріл будинку пристарілих                                                             | 56+/2+                                     |
| 11/03        | Київська обл., Білогородка          | РСЗВ              | удар по приватних будинках                                                              | —                                          |
| 12/03        | Київська обл., Перемога             | розстріл          | російські військові розстріляли колону жінок та дітей під час евакуації                 | 7/?                                        |
| 12/03        | Київська обл., Бучанський р-н       | розстріл          | російські військові розстріляли цивільне авто під білим прапором з цивільними           | 2/0                                        |
| 12/03        | Запорізька обл., Нестерянка         | —                 | російські військові на бронетехніці переїхали авто із цивільними, всі пасажири загинули | 3/0                                        |
| 12/03        | Миколаїв                            | артобстріл        | вогонь по лікарнях, котельні, інтернату                                                 | 0/2+                                       |
| 12/03        | Харків                              | артобстріл        | під обстріли потрапила Харківська обласна клінічна травматологічна лікарня              | —                                          |
| 12/03        | Харків                              | артобстріл        | ататковані житлові квартали, церкви, заклади освіти                                     | —                                          |
| 12/03        | Харківська обл., Золочів            | артобстріл        | пошкоджено 15 будинків, в тому числі багатоквартирних                                   | 0/2+                                       |
| 12/03        | Харківська обл., Шевелівка          | артобстріл        | під обстріл росіян потрапив центр соціально-психологічної реабілітації дітей, житло     | —                                          |
| 12/03        | Донецька обл., Свтятогірськ         | артобстріл        | атаковані приміщення Свято-Успенської Святогірської Лаври                               | —                                          |
| 13/03        | Чернігів                            | авіабомбовий удар | влучання в тому числі у гуртожиток                                                      | —                                          |
| 14/03        | Донецьк                             | Точка-У           | умисний удар по цивільній інфраструктурі з метою звинуватити ЗСУ                        | 20/28                                      |
| 14/03        | Харків                              | Іскандер          | цивільна інфраструктура                                                                 | —                                          |
| 16/03        | Донецька обл., Маріуполь            | авіабомбовий удар | авіаудар по Маріупольському театру                                                      | 300+/2+                                    |
| 17/03        | Харківська обл., Мерефа             | ракетний удар     | цивільна інфраструктура                                                                 | —                                          |
| 18/03        | Запоріжжя                           | ракетний удар     | цивільна інфраструктура                                                                 | 9/7                                        |
| 18/03        | Донецька обл., Краматорськ          | ракетний удар     | цивільна інфраструктура                                                                 | 2/20                                       |
| 18/03        | Київ                                | ракетний удар     | житлові будинки                                                                         | —                                          |
| 18/03        | Київ                                | ракетний удар     | ТЦ Retroville                                                                           | —                                          |
| 19/03        | Харків                              | авіабомбовий удар | влучання авіабомби у дев'ятиповерхівку на Салтівці, (не здетонувала і знешкоджена)      | —                                          |
| 20/03        | Київ                                | ракетний удар     | цивільна інфраструктура                                                                 | 8/0                                        |
| 21/03        | Миколаїв                            | авіабомбовий удар | руйнування житлових та адмінібудівель, медичних закладів, інфраструктури                | 3/2+                                       |
| 22/03        | Харківська обл., Ізюм               | авіабомбовий удар | авіабомбовий удар по житловому будинку в місті Ізюм                                     | 44/2+                                      |
| 23/03        | Чернігів                            | —                 | внаслідок обстрілів постраждав житловий сектор по вулиці Тичини в Чернігові             | —                                          |
| 23/03        | Сумська обл., Тростянець            | обстріл           | відомо про обстріл лікарні російськими танками                                          | —                                          |
| 23/03        | Харків                              | Калібр            | відомо про ракетну атаку цивільної інфраструктури                                       | —                                          |
| 24/03        | Харків                              | артобстріл        | обстріляли пункт Нової пошти, біля якого харків’яни отримували гуманітарну допомогу     | 6/15                                       |
| 24/03        | Київ                                | артобстріл        | снаряд влучив у двоповерховий приватний житловий будинок                                | —                                          |
| 24/03        | Київська обл., Васильків            | артобстріл        | російські військові обстріляли евакуаційний потяг з цивільними                          | —                                          |
| 24/03        | Житомирська обл., Кирдани           | артобстріл        | пошкоджено будівлю ліцею, котельню та будинок культури                                  | —                                          |
| 24/03        | Житомирська обл., Раківщина         | артобстріл        | зруйновано 5, пошкоджено 13 житлових будинків та 7 господарських будівель               | 0/1                                        |
| 25/03        | Миколаївська обл., Явкине           | артобстріл        | обстріляні житлові квартали населеного пункту                                           | 3/13                                       |
| 25/03        | Харків                              | РСЗВ              | обстріляно міську поліклініку, де розташований центр видачі гуманітарної допомоги       | 4/3                                        |
| 25/03        | Харківська обл., Дергачі            | БпЛА              | пошкоджено будинок культури, торговельно-офісний центр, пошту, приватні будинки         | 1/1                                        |
| 25/03        | Луганська обл., Рубіжне             | артобстріл        | атаковані житлові будинки та цивільна інфраструктура                                    | 2/0                                        |
| 25/03        | Харків                              | артобстріл        | російські військові обстріляли ринок «Барабашово»                                       | —                                          |
| 25/03        | Запорізька обл., Зелений Гай        | артобстріл        | бригада працівників ПАТ «Запоріжжяобленерго» потрапила під обстріл                      | 0/2                                        |
| 26/03        | Харківська обл., Барвінкове         | артобстріл        | пошкоджено приміщення ліцею                                                             | 5/?                                        |
| 26/03        | Харківська обл., Довгеньке          | артобстріл, міни  | відомо про обстріл житлових кварталів населеного пункту і влучання у житлові будинки    | 1/1                                        |
| 26/03        | Донецька обл., Мар'їнка             | артобстріл        | відомо про загибель цивільного внаслідок обстрілу житлової забудови міста               | 1/0                                        |
| 26/03        | Львів                               | ракетний удар     | ударною хвилею пошкоджено дитсадок, школу, житлові будинки                              | —                                          |
| 26/03        | Київська обл.                       | РСЗВ              | відомо про обстріли реактивною артилерією приватног та багатоквартиного житла           | 0/2+                                       |
| 26/03        | Житомирська обл., Коростенський р-н | артобстріл        | внаслідок обстріоів один будинок зруйнований, чотири частково пошкоджені                | —                                          |
| 26/03        | Харків                              | артобстріл        | в результаті артобстрілу була пошкоджена будівля школи                                  | —                                          |
| 26/03        | Харківська обл., Балаклія           | артобстріл        | обстріляно адміністративну будівлю та господарчі споруди                                | —                                          |
| 26/03        | Харківська обл., Дробицький Яр      | артобстріл        | cнаряди влучили в Менору і постамент меморіалу Голокосту                                | —                                          |
| 26/03        | Харківська обл., Ізюм               | артобстріл        | пошкоджені щонайменше 7 житлових багатоповерхових будівель та поліклініка               | —                                          |
| 26/03        | Херсонська обл., Нововоронцовка     | РСЗВ              | внаслідок обстрілів касетними снарядами пошкоджені будинки, інфраструктура              | —                                          |
| 26/03        | Донецька обл., Красногорівка        | РСЗВ              | відомо про обстріл з реактивної артилерії житлового сектору міста                       | —                                          |
| 26/03        | Луганська обл., Сіверськодонецьк    | артобстріл        | відомо про обстріли провольчих складських приміщень у місті                             | —                                          |